# Софійська міська художня галерея
Софійська міська художня галерея (болг. Софийската градска художествена галерия) була заснована 22 жовтня 1928 на замовлення генерала Владимира Вазова. Вона розміщується в невеликій реконструйованій будівлі на вулиці Гурко 1, де раніше знаходилося міське казино.

## Історія

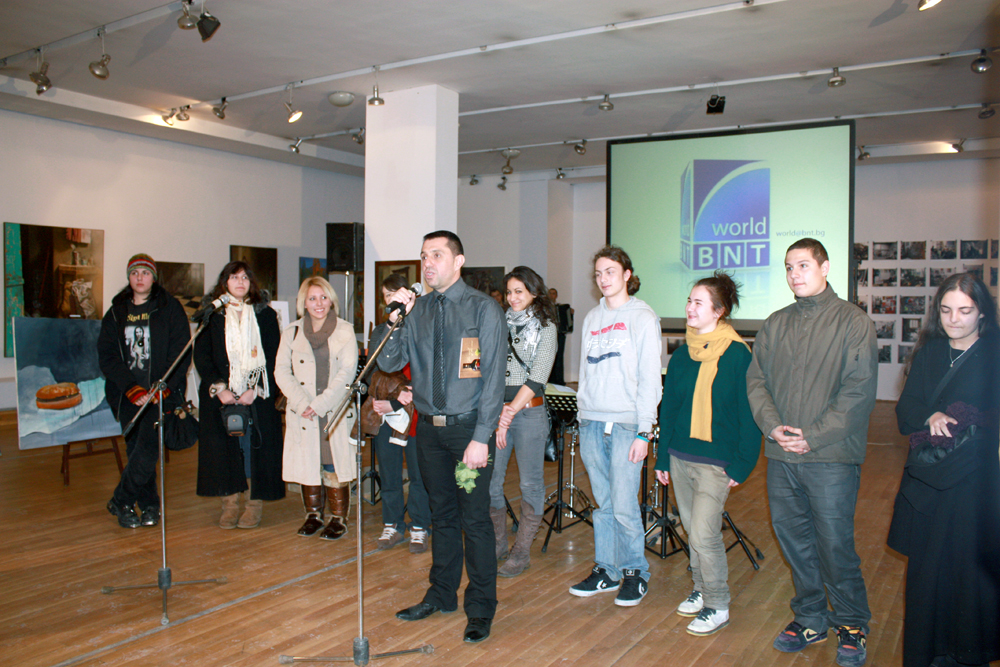
Відкриття в Софійській міській художньій галереї Молодіжної художньої виставки

Спочатку в цій будівлі планувалося відкрити музей, бібліотеку та архів, але невдовзі на основі діяльності музею формується також картинна галерея. Тут відбулася перша постійна виставка живопису в Болгарії у 1941, а через сім років частина її фонду була передана до фонду Національної художньої галереї.
Будучи автономним закладом, галерея була відділена в 1952. В даний час їй належить 3500 полотен, 800 скульптур, 2800 картин та малюнків.